# 第一继承人 (电视剧)
《第一继承人》是一部由桑特·斯里卡瓦夫执导，辛贾‧潘妮特（Nok）、凯塞利亚·麦克托什（Mam）、赛克赛特·唐通（Tang）、阿玛琳·尼低彭（Um）、翁吉拉·伦威莱（Pang）、安莎达彭·斯莉瓦塔娜功（Green）、珀拉帕·斯里卡琼德查（Tre）剧情主要讲述了当“拉皮塔达家族”的成员为了能够成为家族第一继承人而互相争斗的故事。

## 演员阵容
- 辛贾‧潘妮特（英语：Sinjai Plengpanich）（Nok）
- 凯塞利亚·麦克托什（英语：Kathaleeya McIntosh）（Mam）
- 赛克赛特·唐通（英语：Saksit Tangthong）（Tang）
- 阿玛琳·尼低彭（Um）
- 翁吉拉·伦威莱（Pang）
- 安莎达彭·斯莉瓦塔娜功（Green）
- 珀拉帕·斯里卡琼德查（Tre）